# Wilhelm Knapp (Parteifunktionär)
Wilhelm Knapp (* 6. Januar 1898 in Bremen; † 4. April 1984 in Rostock) war ein deutscher Parteifunktionär (KPD, SED) und Widerstandskämpfer gegen den Nationalsozialismus.

## Leben
Wilhelm Knapp wurde in einer Arbeiterfamilie geboren. Er absolvierte eine kaufmännische Lehre. Von 1916 bis 1918 war er Soldat im Ersten Weltkrieg. 1919 wurde er Mitglied der KPD. Von 1921 bis 1923 arbeitete er als Angestellter des Versorgungsamtes in Oldenburg. Ab 1923 war er hauptamtlich im Apparat der KPD tätig. 1923/24 war Knapp Orgleiter der Bezirksleitung Nordwest und gehörte während der Vorbereitung zum Hamburger Aufstand im Herbst 1923 dem sogenannten Direktorium in Bremen an. Ab 1924 war er Leiter des Verlages Thüringisches Volksblatt in Gotha, ab 1926 der Südwestdeutschen Arbeiter-Zeitung in Frankfurt am Main und von 1929 bis 1932 der Süddeutschen Arbeiterzeitung in Stuttgart. 1932 wurde er vom Zentralkomitee der KPD nach Wien entsandt, wo er bis 1934 den Verlag der Roten Fahne für die KPÖ leitete. und 1934/35 war er Verlagsleiter der Arbeiterzeitung in Saarbrücken und fungierte gleichzeitig im Auftrag des ZK als Reichskurier. Am 7. August 1935 wurde er bei einem Treff mit Wienand Kaasch in Berlin verhaftet und 1936 zu zwölf Jahren Zuchthaus verurteilt, die er in Luckau und Brandenburg verbüßte. Im Zuchthaus Brandenburg war er Mitglied der illegalen Parteileitung der KPD.
Seine Familie konnte 1935 in die Tschechoslowakei und später nach Frankreich emigrieren, wo seine Frau im Camp de Gurs interniert wurde, und dort nach schwerer Krankheit starb. Sein Sohn Werner Knapp (1921–2025) wurde 1939 Soldat der Tschechoslowakischen Armee in Frankreich und war 1940/41 Angehöriger des britischen Pioneer-Corps.
1945 wurde Wilhelm Knapp zunächst Personaldirektor der BVG in Groß-Berlin. Im März 1949 wurde er am Betreten seiner bisherigen Amtsräume in der Potsdamer Straße gehindert, kurzzeitig in Haft genommen und vom Bürgermeister Ernst Reuter beurlaubt. Er übte seinen Dienst vorläufig nur im sowjetischen Sektor aus, ab 1948 als Hauptdirektor der Ostberliner Verkehrsbetriebe. Ab 1952 war er als Nachfolger von Ernst Ramlow Direktor der China-Export-Corporation in Berlin und ab 1955 Direktor der Deutschen Seereederei. Anschließend war er im Außenhandel der DDR tätig. 1961 wurde er nach Rom entsandt und leitete dort bis Februar 1965 die DDR-Handelsvertretung in Italien.
Der neu gegründete VEB Deutsche Seereederei Rostock war noch unter Leitung von Wilhelm Knapp Mitte der 1950er Jahre mit seinem ersten Firmensitz zunächst in einem alten Lagerschuppen im Rostocker Stadthafen untergebracht. Die neue Lange Straße (Rostock) wurde gebaut und Wilhelm Knapp beobachtete, dass das ehemalige Gebäude des Wasserstraßenamtes leer stand. In einem „Blitzumzug“ zog Wilhelm Knapp aus dem alten Lagerschuppen mit „seiner“ Reederei DSR in das ehemalige Gebäude des Wasserstraßenamtes vorübergehend ein und sorgte im weiteren Verlauf mit dem damaligen Rostocker Chefarchitekt Joachim Näther dafür, dass das „Haus der Schiffahrt“ im Westen der Langen Straße gebaut und 1962 an die DSR übergeben wurde.
Ab Anfang der 1970er Jahre lebte er als Veteran in Rostock.

## Auszeichnungen
- Medaille für Kämpfer gegen den Faschismus 1933 bis 1945
- Verdienstmedaille der Seeverkehrswirtschaft in Gold[10]
- 1955 Vaterländischer Verdienstorden in Bronze und 1972 in Gold
- Vaterländischer Verdienstorden in Silber (ohne Jahresangabe)[11]
- Verdienstmedaille der DDR[12]
- 1978 Ehrenspange zum Vaterländischen Verdienstorden in Gold
- 1983 Karl-Marx-Orden